# Jato elétrico do Musk
O Jato elétrico do Musk é um conceito de aeronave elétrica, supersônica movida a Propulsão a jato do empreendedor Elon Musk.
Conceitos de designs para um jato elétrico supersônico capaz de realizar pouso e decolagem vertical foram primeiro revelados para o público por Elon Musk em 2014. O conceito inclui uma grande porcentagem da aeronave com o peso sendo feito de baterias de alta capacidade e um corte significante da quantidade de estruturas da aeronave devotada à controle de superfície, dependendo em uma grande extensão de "girar o ventilador elétrico" para controle da orientação da aeronave.

## História
Musk mencionou para o público a ideia do jato elétrico supersônico lá em 2012. A discussão pública inicial sobre os conceitos por trás do design ocorreu em 2014 no AeroAstro Centennial Symposium do MIT. Musk has brainstormed os requisitos com Sergey Brin e Larry Page.
Musk continuou a ser publicamente aberto sobre essa ideia em 2015
e, no começo de 2016, disse aos estudantes na competição de design de que ele esteve "pensando sobre um jato elétrico de decolagem e pouso vertical um pouco mais ... Acho que tenho que pode estar próximo."
"Estou um tanto tentado em fazer algo sobre isso."
Durante uma aparição bem breve no filme Homem de Ferro 2, Musk mencionou que ele tinha "uma ideia para um jato elétrico." Não é sabido se ele já estava trabalhando no design, mas declarou em Junho de 2017 que ainda não haviam planos concretos, pois a densidade energética das baterias não é alta o bastante para um avião elétrico eficiente.
- Este artigo foi inicialmente traduzido, total ou parcialmente, do artigo da Wikipédia em inglês cujo título é «Musk electric jet».